# Montignac-Toupinerie
Montignac-Toupinerie település Franciaországban, Lot-et-Garonne megyében. Lakosainak száma 139 fő (2022. január 1.). Montignac-Toupinerie Miramont-de-Guyenne, Puymiclan, Armillac, Saint-Barthélemy-d’Agenais és Seyches községekkel határos.

## Népesség
A település népességének változása:
| Lakosok száma | 180  | 146  | 120  | 122  | 141  | 147  | 149  | 148  | 145  | 139  |
|               | 1968 | 1982 | 1990 | 2006 | 2013 | 2015 | 2017 | 2019 | 2020 | 2022 |